# Echinocereus mapimiensis
Echinocereus mapimiensis là một loài thực vật có hoa trong họ Cactaceae. Loài này được E.F.Anderson, W.C.Hodg. & P.Quirk mô tả khoa học đầu tiên năm 1998.